# Genetta bourloni
La genetta di Bourlon (Genetta bourloni  Gaubert, 2003) è un carnivoro della famiglia dei Viverridi diffuso nell'Africa occidentale.

## Descrizione

### Dimensioni
Carnivoro di medie dimensioni, con la lunghezza della testa e del corpo tra 490 e 500 mm e la lunghezza della coda tra 400 e 420 mm.

### Aspetto
Il colore di fondo del corpo è grigio-crema. Una striscia dorsale scura si estende dalle spalle fino alla base della coda. Sono presenti diverse file di macchie scure lungo i fianchi. Le macchie della prima fila superiore si uniscono tra loro nella parte posteriore del corpo fino a formare una striscia continua. Gli arti sono scuri. La parte centrale tra i cuscinetti della pianta della mano è ricoperta di peluria. La coda è più corta della testa e del corpo, ha nella prima metà 5-7 anelli chiari intervallati da anelli più scuri larghi circa il doppio, mentre è completamente nera nella parte terminale. Le femmine hanno solitamente due paia di mammelle.

## Distribuzione e habitat
Questa specie è diffusa in Sierra Leone, Guinea e Costa d'Avorio. Un individuo catturato in Ghana nel 1946 potrebbe appartenere a questa specie.
Vive nelle foreste pluviali.

## Conservazione
La IUCN Red List, considerato l'Areale ristretto e la diminuzione della popolazione di circa il 20% negli ultimi 20 anni, classifica G.bourloni come specie prossima alla minaccia (NT).